# Microbiote buccal humain

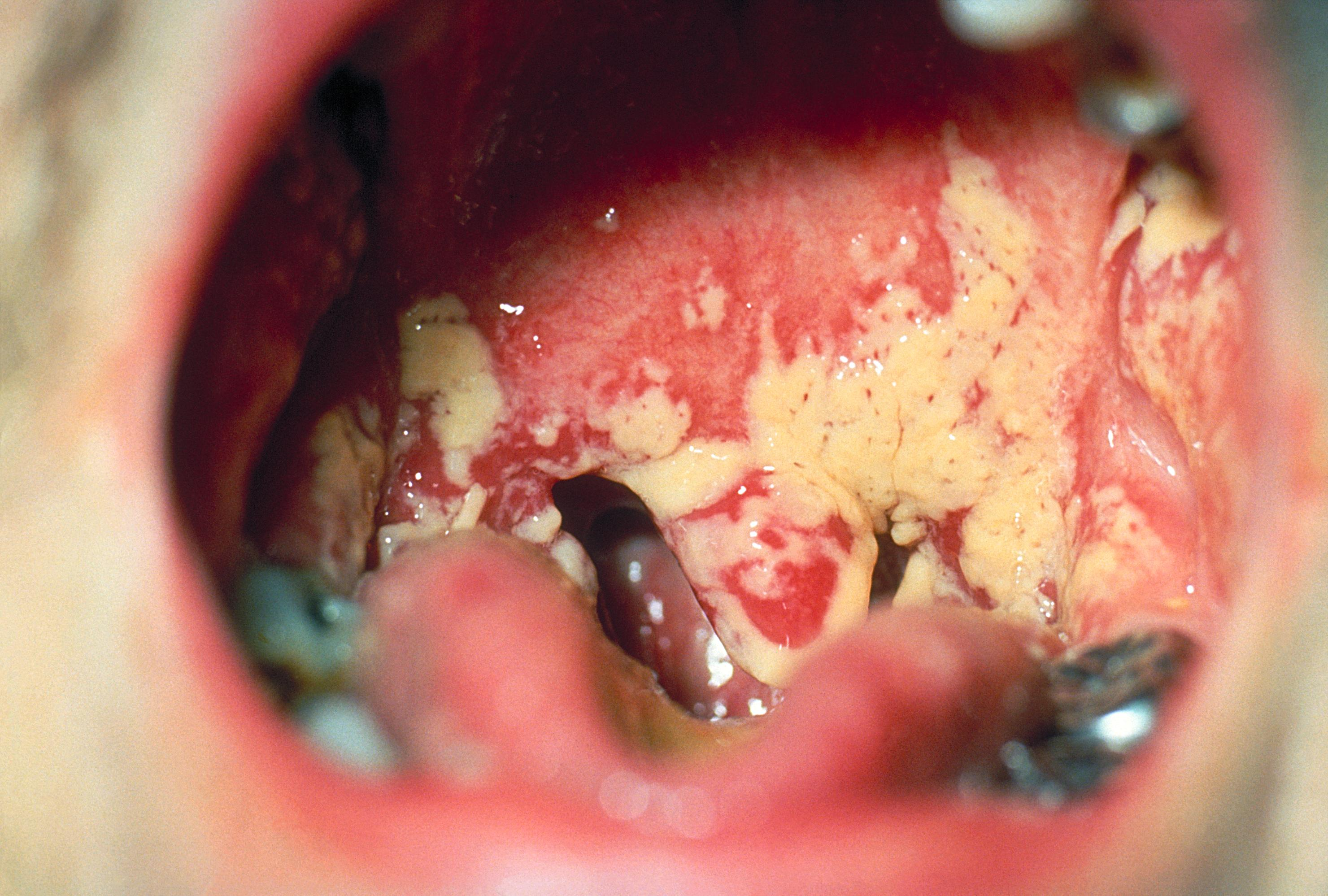
Candidose buccale provoquée par le champignon Candida albicans.

Le microbiote buccal humain est l'ensemble des micro-organismes présents dans la bouche des êtres humains. L'étude de ces micro-organismes et de leurs interactions (entre eux et avec leur hôte humain) est la microbiologie orale.
Qu'il soit normal ou pathologique, il est encore mal connu, car beaucoup de bactéries buccales ne peuvent être cultivées. Il serait selon N.B Arweiler & L Netuschil (2016) « composé de plusieurs centaines à milliers d'espèces différentes de microorganismes », 700 espèces ayant été découvertes par screening. Ce sont principalement ses formes libres (ou « planctoniques ») qui ont été étudiées depuis 100 ans, mais il est surtout constitué de formes coloniales consistant en biofilms organisés. Chaque individu abrite 100 à 200 de ces 700 espèces.
Les interactions entre espèces colonisant la bouche, bactéries principalement, sont nombreuses et complexes, ce pourquoi on parle parfois maintenant plutôt d'écologie microbienne buccale. Le microbiote buccal a développé des stratégies de résistance et de perception de son environnement, lui permettant dans une grande mesure de se soustraire au système immunitaire, voire de modifier certaines caractéristiques de l'hôte au profit du microbe (la carie dentaire en est un exemple).

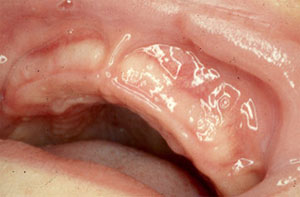
Le microbiote buccal du bébé s'enrichit à partir de la naissance, et va encore évoluer avec l'apparition des dents qui vont accueillir de nouvelles espèces bactériennes

Il est plus ou moins diversifié selon l'âge et les individus. Il contribue à l'odeur de l'haleine et a des effets systémiques sur la santé et même sur les capacités intellectuelles. Ce patrimoine microbiotique est en partie acquis de la mère et du père à la naissance ou dans la prime-enfance. 
Il pourrait être positivement ou négativement modifié par le brossage des dents, les soins dentaires,, l'alimentation (sucre en particulier), l'ingestion de produits antibiotiques (alcool, antibiotiques naturels, certains médicaments, eau chlorée...) avec des conséquences encore mal comprises qui peuvent contribuer à l'apparition de phénomènes de résistance microbienne aux antibiotiques. Une partie de ce microbiote pourrait être transgénérationnel.

## Enjeux et domaine de recherche
L'environnement buccal (température, humidité, pH, présence constante de salive et de nutriment et de résidus muqueux y sélectionne des populations adaptées (et parfois pathogènes) de micro-organismes.
Chez une personne jeune ou adulte en bonne santé et avec une alimentation saine, les microbes résidents de la bouche adhèrent aux muqueuses, dents (y compris émail et certains implants artificiels,) et gencives, résistant au lessivage par la salive. S'ils quittent la bouche, ils sont ensuite pour la plupart détruits par leur passage dans l'estomac (par la sécrétion d'acide chlorhydrique),.
Le flux salivaire et les conditions locorégionales de l'intérieur de la bouche varient et elles varient aussi selon l'heure de la journée et le fait de dormir ou non bouche ouverte. De l'enfance à la vieillesse, les surfaces respectives des différentes zones de la cavité buccale (ainsi que leur qualité) dont celles des dents évoluent au cours de la vie, en interagissant avec la microbiologie de la bouche, selon des facteurs que la science explore.
Via le larynx, nombre de ces bactéries peuvent migrer vers le tractus respiratoire où un mucus est chargé de les repousser.
Une partie de ce microbiote est impliquée ou co-impliqué dans la production de facteurs (cellules γδ T ou γδT17) qui favorise les maladies auto-immunes comme le psoriasis, l'arthrite, mais aussi le cancer du colon, des poumons et du sein.
On recherche dans la salive et la bouche des biomarqueurs buccaux, qui pourraient par exemple être des indicateurs précoces de risque de maladie de Parkinson, de maladie d'Alzheimer ou de sclérose latérale amyotrophique (SLA). De tels bio marqueurs seraient facilement accessibles ; et ils seraient moins sensibles que le microbiome intestinal aux variations régulières de l'alimentation, ce qui lui confère un fort potentiel de biomarqueur. Mieux connaitre le microbiote buccal pourrait peut être aussi d'améliorer les soins dentaires, et aboutir à de nouveaux médicaments préventifs ou curatifs de ces maladies.

## Histoire, évolution du microbiote buccal humain
Le tartre dentaire se fossilise bien ; et il contient de 10 à 1 000 fois plus d'ADN (en masse) que la dent ou l'os. Ceci en fait la source d'ADN 'microbiotique' (et ancien) la plus riche.
L'archéogénétique est une science récente. Elle associe l'archéologie paléontologie au séquençage d'ADN microbien fossile retrouvé dans le tartre dentaire d'anciens humains (bien conservé grâce au phosphate de calcium présents dans la salive à des taux élevés), et aux progrès de la métagénomique. Il est ainsi devenu possible de retracer l'évolution de notre microbiote buccal, et de le comparer avec celui d'autres animaux (dont des primates non-humains tels que singe hurleur, gorille et chimpanzé).
Ce travail a montré que la bouche humaine abrite beaucoup plus de streptocoques spécifiques capables de digérer l'amidon que la bouche des autres primates étudiés à ce jour.
Ces streptocoques ont appris à digérer l'amidon en détournant les enzymes sécrétés par les glandes salivaires. Nos ancêtres humains du Paléolithique possédaient ces bactéries dans leur bouche, ainsi que les Néandertaliens, alors que les chimpanzés n'en abritent pas. L'Humain les abrite dans son microbiote buccal probablement depuis au moins 600 000 ans.
De nouvelles méthodes de microscopie (fluorescence spectrale) et d'imagerie médicale permettent aujourd'hui de mieux comprendre comment des communautés bactériennes et fongiques très différentes co existent et parfois agissent en synergies.

## Niches écologiques
Les outils d'analyse de la biologie moléculaire permettent de mieux définir et cartographier ces niche, et plus généralement les territoires dessinés dans la bouche par l'écologie buccale ;
Le microbiote buccal occupe des niches écologiques variées :
- la salive ;
- les glandes salivaires ;
- le plancher de la bouche, baigné de salive ;
- la langue, ses côtés, sa face interne, moins oxygénée, et sa face dorsale hérissée de papilles ;
- gorge ;
- amygdales (= tonsilles palatines) ;
- les versants muqueux internes des lèvres et des joues ;
- les gencives ;
- le palais, recouverts d'un épithélium kératinisé ;
- les dépressions à la surface des dents ;
- les sillons à la base des dents ;
- chez l'enfant, la pseudo-poche de la dent (en cours d'éruption).

## Structures du microbiote
Chacune de ces niches a ses caractères physicochimiques propres (acidité, teneur en oxygène, voire température). Ces conditions de milieu structurent l'organisation du microbiotes, en des communautés et/ou consortiums de microorganismes différents, souvent « spécialisés », géographiquement répartis dans la bouche
Ces niches écologiques buccales sont essentiellement des surfaces et interfaces, mais la salive en fait aussi partie ; et elle influence considérablement ce microbiote. La salive contient des centaines d'espèces de bactéries, dont la concentration va de 10 à 1 000 millions de germes par millilitre, ce qui explique que lors du baiser amoureux, pas moins de 80 millions de bactéries sont échangés en une dizaine de secondes par le mélange des salives, mais l'effet est transitoire, chaque individu retrouvant rapidement la composition de son microbiote salivaire,.

## Communautés microbiennes
Plus de 800 espèces de bactéries colonisent la muqueuse buccale, 1 300 se partagent la crevasse abritée qui sépare la gencive de la dent et près de 1 000 constituent la plaque dentaire, biofilm plus exposé au flux salivaire.
Numériquement, les membres de la population microbienne restent globalement constants, mais perpétuellement en partie remplacés par l'afflux de microbes pénétrant la bouche via l'alimentation, l'inhalation, les morves nasales, le léchage, les ongles rongés et les objets portés à la bouche (chez les enfants notamment).
Beaucoup de microbes ne survivent pas longtemps dans l'environnement buccal. Seules environ 250 espèces étaient répertoriées en 2010 comme se développant dans la bouche d'un même humain, parmi environ 700 résidents oraux documentés. Ces espèces peuvent échapper aux défenses antimicrobiennes de la salive et sont également adaptées à vivre dans un environnement chaud et humide, protégé des UV solaires et régulièrement baigné d'oxygène.
Un très efficace système de défense (inné) de l'hôte contrôle en permanence la colonisation bactérienne et prévient l'invasion bactérienne locale des tissus. 
Un équilibre dynamique existe notamment entre les bactéries de la plaque dentaire et les défenses immunitaires de l'hôte.
En équilibre, le biofilm bactérien acidifie (par fermentation) le milieu (en faisant fondre un petit morceau de sucre en bouche, à la douceur initiale succède une faible acidité persistante, issue de la fermentation bactérienne du sucre), vite balayée par le pouvoir tampon de la salive et la déglutition, sauf au niveau de la plaque dentaire. 
En cas de déséquilibre (en particulier en présence de dents fragiles en raison d'un déficit de certains nutriments in utero ou dans la prime enfance) ou en raison d'une alimentation trop riche en sucres et d'un mauvais brossage dentaire, des micro-organismes oraux se développent anormalement et causent deux grandes maladies bucco-dentaires modernes : la carie dentaire et la maladie parodontale. De nombreuses études ont aussi corrélés une mauvaise hygiène buccale à la  capacité du microbiote buccal à devenir pathogène et à envahir le corps en affectant par exemple la santé cardiaque ou encore la fonction cognitive.

## Microflore buccale

### Bactéries
Des bactéries anaérobies sont trouvées en grand nombre dans la cavité buccale, dont :
- Actinomyces[35],[36],
- Arachnia[35],
- Bacteroides[35],
- Bifidobacterium[35],
- Eubacterium[35],
- Fusobacterium[35],
- Lactobacillus[35],
- Leptotrichia[35],
- Peptococcus[35],
- Peptostreptococcus[35],
- Propionibacterium[35],
- Selenomonas[35],
- Treponema[35],
- Veillonella[35]

[Passage à actualiser]
Des bactéries buccales peuvent s'accumuler sur (ou dans) les tissus durs et mous de la bouche, presque toujours en y formant des biofilms bactériens et/ou fongiques, susceptibles de contribuer à des phénomènes d'antibiorésistance. Les phénomènes d'adhérence biochimique bactérienne et de biofilm ont une grande importance pour les bactéries de la bouche, notamment sur les dents.

Exemple de rendu d'analyse microbiologique du milieu buccal.

Les caractéristiques de l'environnement buccal (animal ou humain) lui-même influencé par la nourriture ingérée et plus ou moins bien mâchée contrôle les micro-organismes s'y trouvent. Il fournit de l'eau (qui compose 99 % de la salive) et de nombreux nutriments, et une température, trois conditions  appréciées de la plupart des microbes. Ce microbiote doit cependant former des biofilms solidement fixés pour résister à la salive et ne pas être emportés vers l'estomac, son acide et ses enzymes digestifs,.
C'est le cas des bactéries anaérobies de la cavité buccale que sont par exemple : Actinomyces, Arachnia, Bacteroides, Bifidobacterium, Eubacterium, Fusobacterium, Lactobacillus, Leptotrichia, Peptococcus, Peptostreptococcus, Propionibacterium, Selenomonas, Treponema, Veillonella, ou encore Porphyromonas gingivalis fréquemment impliquée dans les gingivites et les parodontites (bactérie libérant des gingipaïnes, protéines toxiques aggraveraient la maladie d'Alzheimer.
La cavité buccale du nouveau-né est dépourvue de dents, et (à la naissance, normalement) de bactéries ou champignons. Elle est rapidement colonisée par des bactéries provenant du microbiote des parents et de l'environnement (dont Streptococcus salivarius).
Avec l'apparition des dents au cours de la première année, la bouche est colonisée par  Streptococcus mutans et Streptococcus sanguinis qui vivent sur la surface dentaire et les gencives. D'autres souches de streptocoques, spécialisées, adhèrent fortement non pas aux dents, mais aux gencives et aux joues. La zone de la crevasse gingivale (qui contribue au soutien des dents) offre un habitat spécifique à d'autres espèces (anaérobies).
La puberté est une période ou des bactéroïdes et des bactéries spirochètes colonisent aussi la bouche et la profondeur des gencives, et il a été montré que certaines hormones sexuelles féminines modifient la nature des biofilms subgingivaux (bas de la plaque dentaire, entre la gencive et la base des dents).
La recherche accorde un intérêt particulier au rôle des micro-organismes oraux dans deux grandes maladies bucco-dentaires : carie dentaire et la maladie parodontale.

#### Fusospirochetes
Des spirochètes et bacilles fusiformes font partie de la flore commensale  (normale) de la bouche. En cas de lésion des muqueuses de la cavité buccale, et sous l'effet de facteurs favorisants tels que la plaque dentaire, ces bactéries peuvent devenir pathogènes et causer des maladies infectieuses des tissus situés à ce niveau :
- infections parodontales sévères : gingivite ulcéro-nécrotique (GUN) aiguë et parodontite ulcéro-nécrotique (PUN) aiguë
- angine de Vincent (avec une membrane d'aspect particulier recouvrant l'amygdale)
- etc.

#### Veillonella
Veillonella est une bactérie (cocci) à gram négatif vivant en anaérobiose, qui semble bien adaptée  à l'environnement acide et anoxique de la carie, mais qui semble pouvoir ralentir le développement de la carie dentaire en convertissant les produits acides sécrétés par d'autres espèces en produits moins acides.

#### Actinobacillus actinomycetemcomitans
Actinobacillus actinomycetemcomitans est un pathogène préoccupant de la bouche, en raison de ses facteurs de virulence, et de son association avec des parodontites agressives localisées chez les jeunes adolescents. Des études montrent qu'il peut causer des pertes osseuses.

#### Lactobacillus
Certaines espèces de bactéries du genre Lactobacillus  sont connues pour être associées au phénomène de carie dentaire, bien que ces bactéries soient normalement symbiotique chez les humains (et également  présentes dans la flore intestinale).

### Champignons
Plusieurs genres de microchampignons sont aussi fréquemment trouvés dans la bouche, dont :
- Candida[44]
- Cladosporium[44]
- Aspergillus[44]
- Fusarium[44]
- Glomus[44]
- Alternaria[44]
- Penicillium[44]
- Cryptococcus (en)[44]

## Plaque dentaire
C'est un matériau issu du biofilm bactérien et qui adhère fortement aux dents. Il se compose de cellules bactériennes salivaires (principalement S. mutans et S. sanguis), de résidus alimentaires, de biopolymères et d'autres produits extracellulaires sécrétés ou catalysés par des bactéries.
Sa teneur en micro-organismes soumet les dents et les tissus gingivaux à de fortes concentrations de métabolites bactériens qui entraînent des maladies buccales et dentaire. Sans brossage et éventuellement passage d'un fil dentaire entre les dents, ce biofilm se transformer en tartre dentaire qui favorise la gingivite ou la parodontite.[citation nécessaire]

## Communication de cellule à cellule
La plupart des espèces bactériennes trouvé dans la bouche appartiennent à des communautés microbiennes formant des biofilms, ce qui implique une capacité de communication inter-bactérienne. Le contact cellule-cellule est médié par des protéines spécifiques (adhésines) et souvent, comme par exemple dans les cas d’agrégation inter-espèces par des récepteurs polysaccharides complémentaires).
Une autre forme de communication intercellulaire passe par des molécules de signalisation cellulaire, que l'on classe en deux catégories : 1) celles qui sont utilisées pour les échanges et signalisations intra-espèces, et 2) celles qui permettent des communications entre espèces proches ou différentes.
Un exemple de communication intra-espèces est le quorum sensing. Des bactéries buccales se montrent capables de produire de petits peptides (Competence stimulating peptides), qui aident à la formation de biofilms monospécifiques (constitués d'une seule et même espèce). Une forme de signalisation entre  espèces différentes est basée sur une molécule  4, 5-dihydroxy-2, 3-pentanédione (DPD), aussi connue comme autoinducteur-2 (Al-2).

## Vaccination contre les infections buccales
Elle est tentée depuis longtemps contre la carie dentaire. On a montré que des protéines impliquées dans la colonisation de dents par Streptococcus mutans peuvent produire des anticorps qui inhibent le processus cariogène, mais les essais cliniques n'ont jamais été couronnés de succès, probablement car contrairement à ce qu'on pensait à la fin du XXe siècle, les caries et autres maladies buccales ne sont pas dues à un seul microbe, mais  origine polymicrobienne, et plutôt dues à un déséquilibre de l'écosystème buccal, permettant à certains microbes, normalement non pathogènes, de devenir virulents, faute de contrôle par d'autres microbes, provoquant alors une maladie bucco-dentaire. 
"Ces bactéries sont maintenues sous contrôle dans un écosystème sain", explique Alex Mira (généticien bactérien à l'institut de recherche FISABIO de Valence, en Espagne).

## Lien avec d'autres microbiotes
Des espèces de bactéries habituellement associées à la flore buccale ont été trouvées dans le tube digestif, ou impliquées dans diverses pathologies respiratoires, articulaires (arthrites), osseuses ou cardiaques, ainsi que dans des maladies sexuellement transmissibles (bactéries retrouvées chez les femmes souffrant de vaginose bactérienne).

## Microbiote buccal et santé
Jusqu'au début des années 2010, la pensée prédominante en dentisterie et hygiène buccale était qu'il fallait garder une cavité buccale contenant le moins de microbes possibles. 
Et en 2020, diverses marques de bains de bouche ou rince-bouche antiseptiques à base de chlorhexidine, un puissant biocide) sont encore en vente libre et très utilisés hors contexte médical.
Les données scientifiques montrent maintenant que (sauf cas particulier pré- ou post opératoire notamment, médicalement justifiés) ces produits désinfectants sont au contraire très mauvais pour la santé buccale et générale. 
En 2020, une étude a clairement montré que des personnes en bonne santé se rinçant la bouche à la chlorhexidine bouleversent leur microbiome salivaire, entraînant une augmentation d'acidité dans la bouche, et une moindre disponibilité des nitrites (ce qui tend à faire monter la pression artérielle).
La recherche a mis en évidence des microbes et communautés de microbes favorisant (dans une bouche saine) la santé buccale et générale.
Le métabolisme des communautés bactériennes saines produit aussi des molécules biocides capables de tuer de nombreux agents pathogènes oraux. Ainsi Streptococcus dentisani («dentisani» signifie «dents saines» en latin) sécrète des molécules antimicrobiennes qui tuent Streptococcus mutans (depuis longtemps connu pour contribuer à la carie dentaire).
Ainsi, certains microbes buccaux résidents (ex : Streptococcus salivarius) peuvent inhiber l'inflammation
Une communauté bactérienne saine contribue aussi à réguler l'acidité buccale. Les personnes qui ne développent pas de carie ont dans la bouche des espèces capables de convertir l'arginine ou l'urée apportés par les aliments en ammoniac équilibrant le pH (il existe déjà un dentifrice à l'arginine).
Certains microbes buccaux transforment une partie des nitrates ingérés (dans les fruits et légumes essentiellement) en nitrites, ensuite transformés en oxyde nitrique qui contribue à réguler la tension artérielle. Selon Alex Mira, les humains ont co-évolué (comme d'autres mammifères) avec notamment des bactéries qui produisent des nitrites à partir de nitrates alimentaires ; notre corps ne produit plus les enzymes permettant de le faire.

Des études d'association ont mis en évidence des corrélations entre une altération de la composition du microbiome oral (éventuellement due à une mauvaise hygiène buccodentaire) et la capacité du microbiote buccal à alors envahir le corps en affectant par exemple la santé cardiaque, respiratoire, en favorisant le cancer colorectal, la polyarthrite rhumatoïde ou la maladie d'Alzheimer ou même la fonction cognitive.